# Joseph Kosuth
Joseph Kosuth (Toledo, Ohio, 1945. január 31. – ) amerikai konceptualista művész, a New Yorkban, Velencében élő művész a konceptuális művészeti irányzat alapítója és egyúttal vezető egyénisége.

## Életpálya
1945. január 31-én született az Ohio állambeli Toledóban, apai ágon a Kossuth családból származik. Hallgatója volt a Toledo Museum School of Designnak 1955-től 1962-ig, valamint tanult még a belga festőművésztől, Line Bloom Drapertől. 1963-ban beiratkozott a Cleveland Institute of Artba. A következő évét Párizsban töltötte és járt Európában is, valamint Észak-Afrikában. Majd 1965-ben visszatért New Yorkba, 1965–67-ben a New York-i School of Visual Arts-ban tanult, 1968-tól már ugyanott tanított, majd Németországban és Olaszországban is. 1971-től kulturális antropológiát és filozófiát hallgatott a New School for Social Researchben New Yorkban.
Munkáival Magyarországon is bemutatkozott, a budapesti Knoll Galériában nyomatait kínálták az 1980-as években, illetve 1993-ban a Velencei Biennálé magyar pavilonjában állított ki. Itt a Zeno Az ismert világ határán c. installációval a Menzione d’onore díjban részesült.

## Stílusa
Kosuth egyszerre koncept- és konceptuális művész: fogalmakkal dolgozik és fogalmi művész is.
A szűkebb kosuthi értelemben vett conceptual art tisztán formalista, analitikus vallomás a művészetről. Azok az alkotók, akik ebbe az irányzatba tartoznak tagadnak minden referenciális kapcsolatot a látható, tapintható „valósággal”, semmit sem kívánnak közölni a világról, hanem – elsősorban a modern nyelvfilozófiától indíttatva – tevékenységüket a művészi nyelv, a művészetfogalom és különféle konceptuális kérdések vizsgálatára szűkítik. Renato Barilli olasz művészettörténész ezt nevezi tautologikus (feleslegesen ismétlő) konceptualizmusnak.

## "Szótár-munkák"
Kosuth azt vallja, hogy a művészetről szóló írások, a művészettel kapcsolatos ideák és vélemények azonosak magával a művészettel. Ebben az a kritika is benne van, hogy a korábbi, modernista alapon álló művészettörténészek, művészek a formai elemzéseikkel nem tudtak igazán közel kerülni a művészethez.
Azáltal, hogy Kosuth a műalkotás kontextusával, annak a nyelvi jellegére irányította a figyelmet tulajdonképpen a műalkotás szociológiai alapjait volt képes megragadni. „A művészeti problémák alapvetően nyelvi természetűek” – állítja Kosuth. Ennek bizonyítására alkotta a mérföldkőnek számító, az Egy és három szék (1965) c. művét. 
Ezeket a munkáit "szótár-munkáknak" hívta. Fontos, hogy a szöveg fénymásolva van, hogy a fotó fekete-fehér, – hogy hangsúlyosan a koncepció számít és nem a kivitelezés. 
Egy másik jellemző anyag Kosuth számára a neoncső, amit olyan művek kiírására használt, mint pl. az Öt szó zöld neonban (1965), zöld neonból; a Színről (piros); vagy az Augustin után #I (1990). A 21. század kezdetén neonvilágítású üvegre, vagy neoncsőből láttatott szövegeket, filozófiai idézeteket; 2004-ben À propos (réflecteur de réflecteur) c. installációján 86 filozófiai idézet világított számos filozófustól; 2007-ben a Velencei Biennálén a The Language of Equilibrium c. műve volt látható; 2009–10-ben a Louvre-ban pedig a Neither Appearance nor Illusion installációja.

## Alkotásai
Kosuth munkái megtalálhatók a legnagyobb múzeumok gyűjteményeiben, mint a New York-i  Modern Művészeti Múzeum, a Guggenheim, a Whitney, a Pompidou Központ vagy a Tate Galéria.

### Egy és három szék
A művet 1965-ben készítette Kosuth, majd azt követően több hasonló installációt is létrehozott ugyanezzel a címmel. A falon egy székről készített fotó látható, a fotó mellett egy valódi szék áll, és végül ismét a falon egy xerox-szöveg olvasható egy lexikon szék-definíciójával. Az alig 20 éves művész alkotását már röviddel a megszületése után megvásárolta a MoMA.
Kosuth itt az optika határait a nyelvnek és a tudománynak az eszközeivel kérdőjelezi meg: valóságos széket, az életnagyságú fotót és a szék szótári meghatározását állította ki egymás mellé. Ilyen módon a nézőt a valóságtól egy ideális helyzet felé vezeti. A szék fogalmának minden lehetőségét föltárja. A gondolkodás mechanizmusában mélyed el. „A jelölő (szék képe és a szó) és a jelölt (a szék fogalma) együttesen teremti meg a szék jelét". Lényeg egy magasabb szintű meta-jel létrehozása. Nem ábrázol, hanem az ábrázolás ideáját mutatja be, felülemelkedik a tárgyon. A jelölő és a jelölt együtt teremtik meg a fogalmat.
Az objektnek állít emléket Nizalowski Attila három szerkezeti egységből álló, H: {EGY KÉP, HÁROM KÉP} című novellája.

## Képgaléria

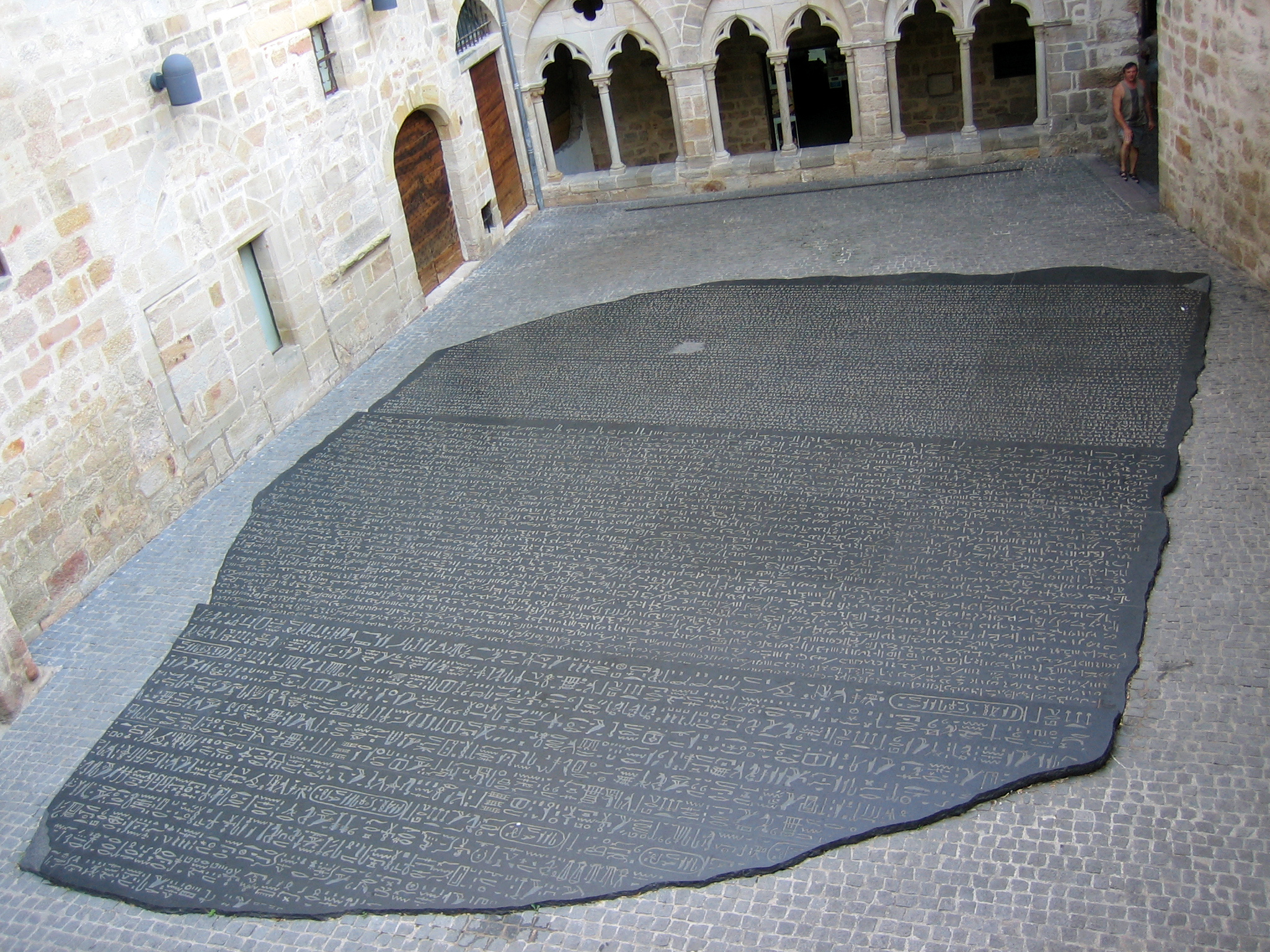
Kosuth: A Rosette-i kő, óriás másolat a hieroglif írás megfejtője, Jean-François Champollion szülőhelyén, Figeac, Franciaország
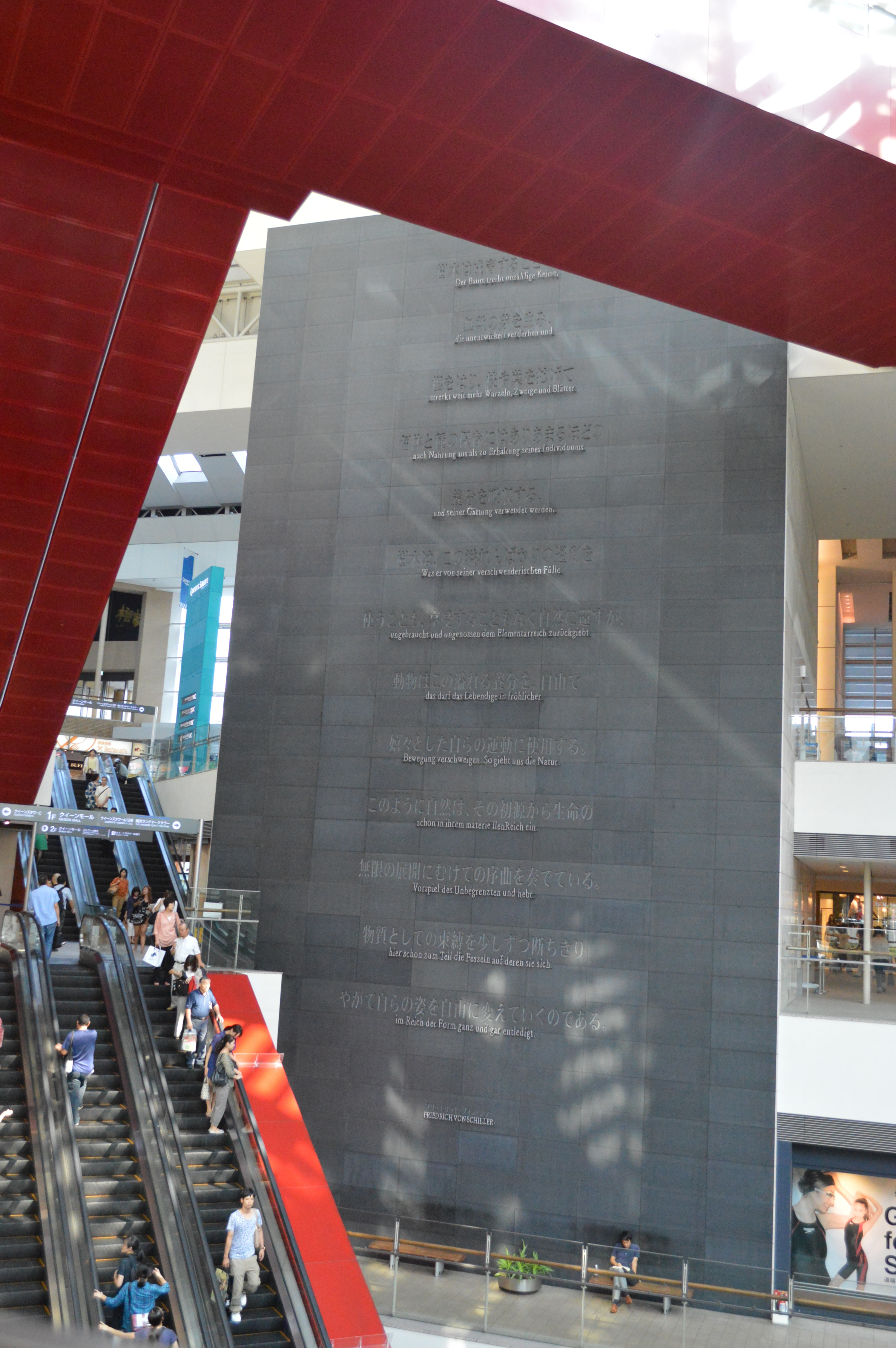
Kosuth: A határtalanság keretei, Queen's Square, Jokohama, Japán (1997)
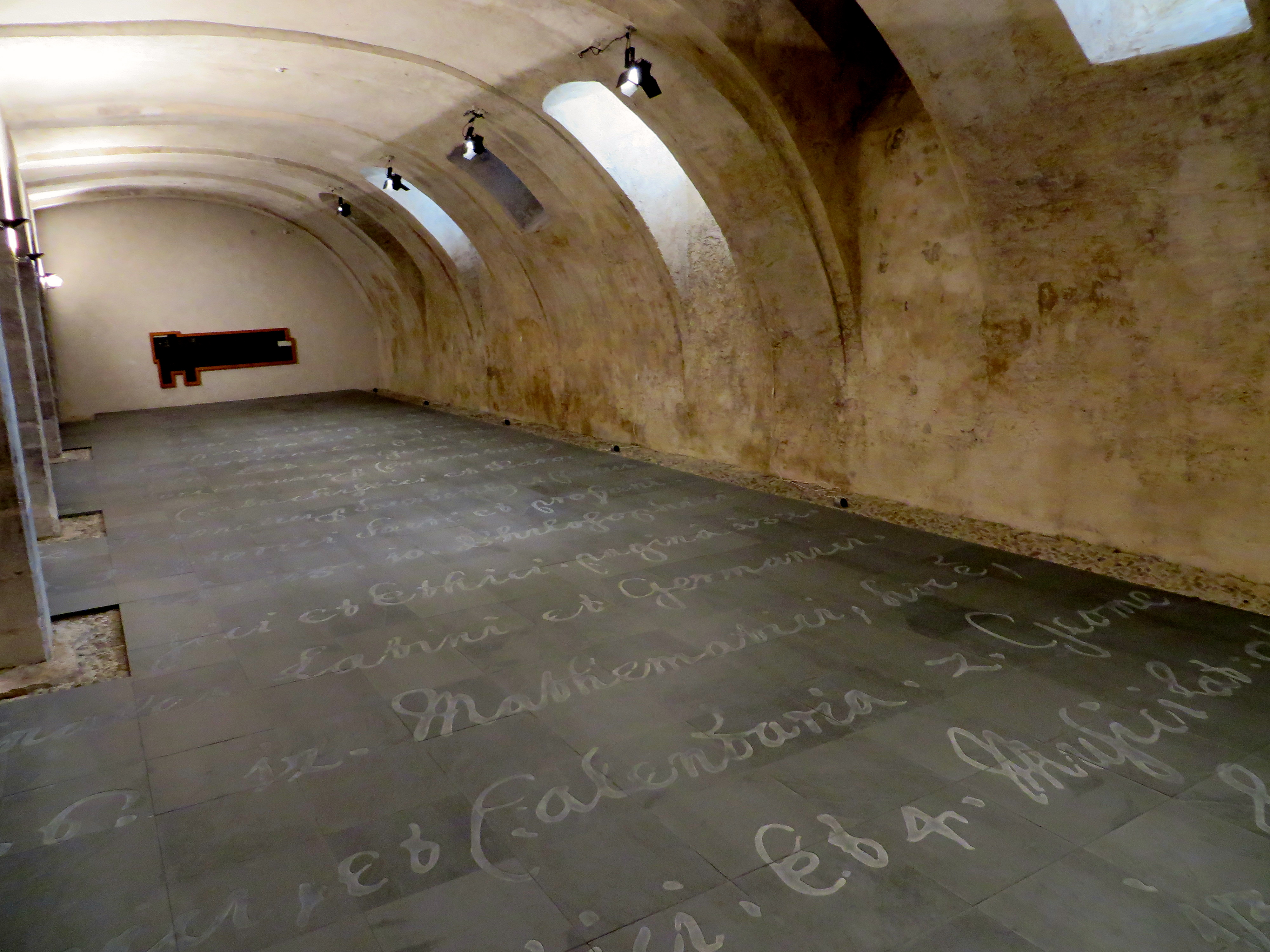
Kosuth: Elnémított könyvtár, Kunstmuseum Thurgau, Kartause Ittingen
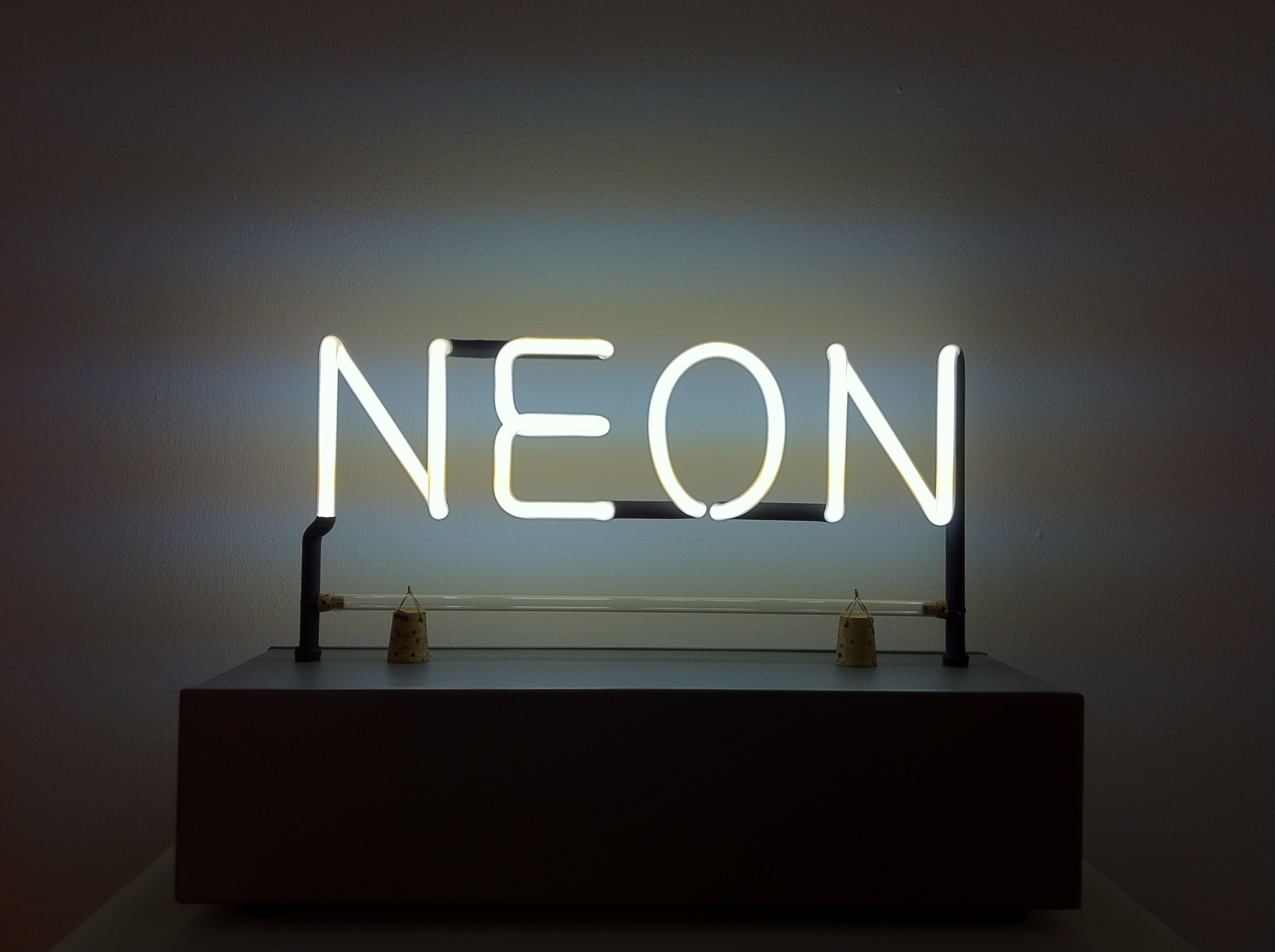
Joseph Kosuth: Neon (1965)
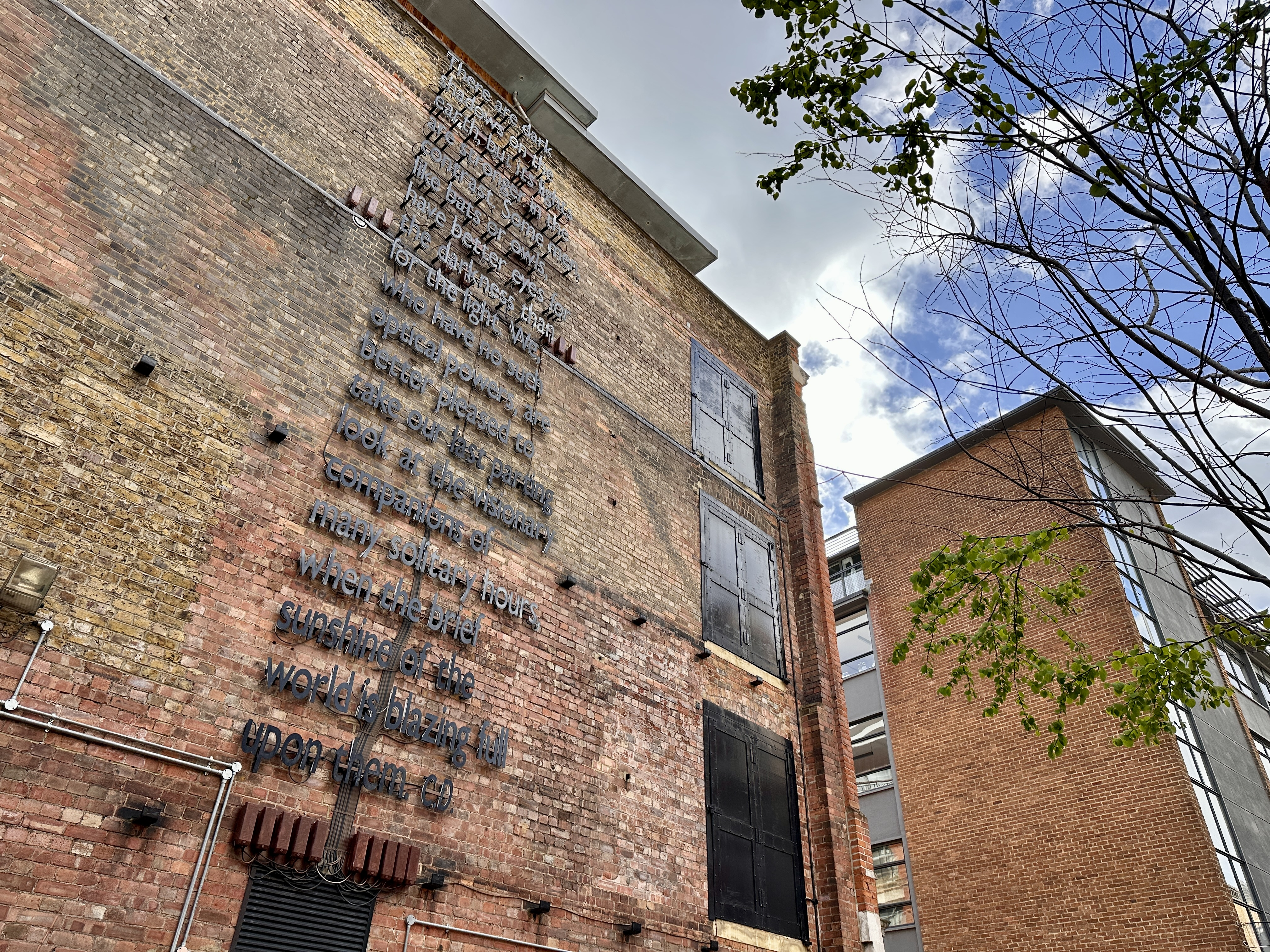
Kosuth: Charles Dickens idézet, London, Bermondsey
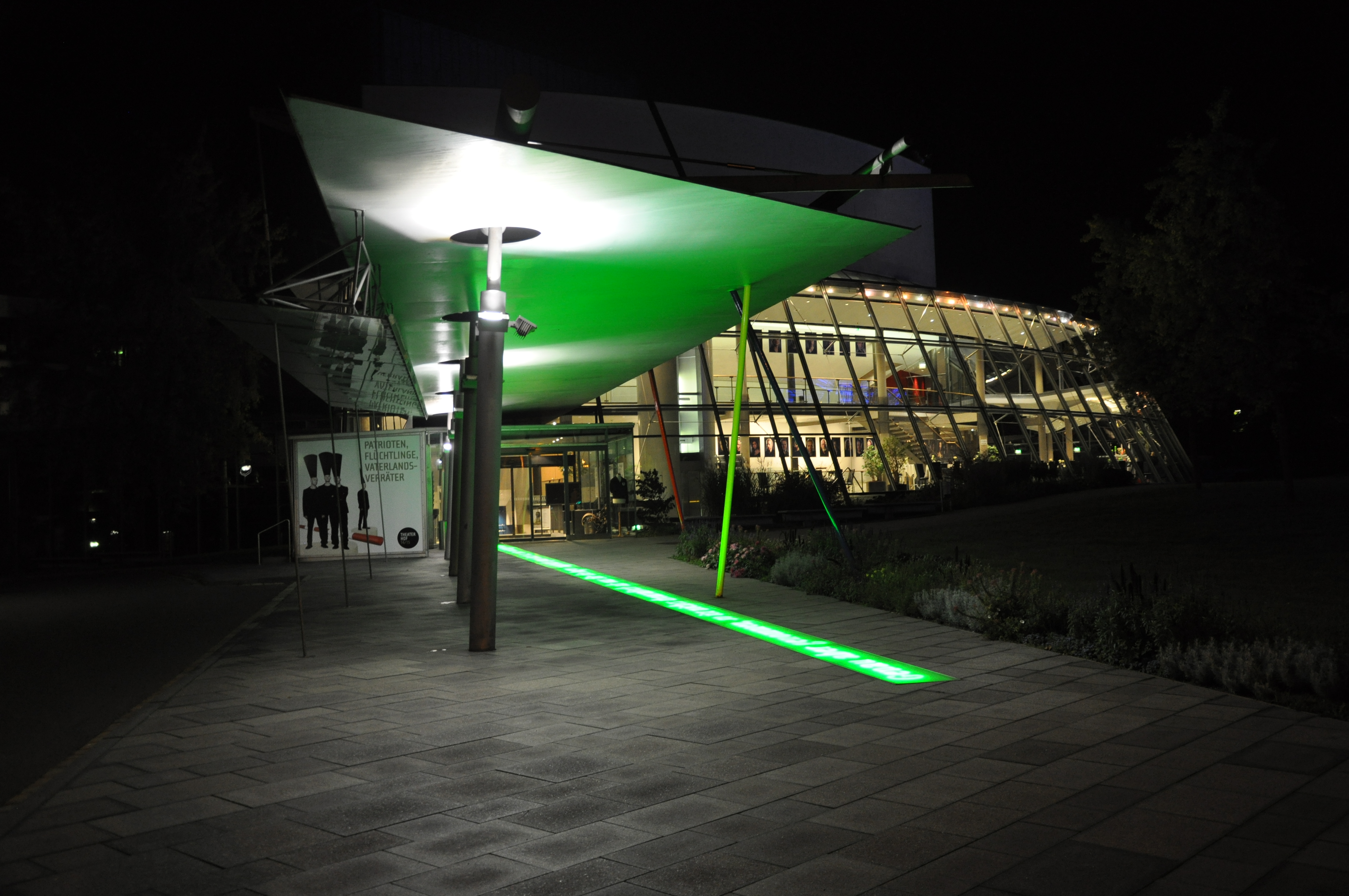
Kosuth: Fényinstalláció, Theater Hof, Saale (2014)